# Norwalk (Connecticut)
Norwalk è una città degli Stati Uniti d'America, nella Contea di Fairfield, nello Stato del Connecticut. La città è considerata parte dell'area metropolitana di New York, aveva una popolazione di 91 184 al censimento del 2020 e ospita il quartier generale della multinazionale IMS Health. È sede, inoltre, del FASB (Financial Accounting Standards Board), l'organo a cui è affidata l’emanazione dei principi contabili U.S. GAAP (Generally Accepted Accounting Principles United States), a cui devono attenersi le società a responsabilità limitata se quotate nei mercati regolamentati e con sede principale in un paese a common law.